# Benito Juárez, Villa García
Benito Juárez är en ort i Mexiko.   Den ligger i kommunen Villa García och delstaten Zacatecas, i den centrala delen av landet, 400 km nordväst om huvudstaden Mexico City. Benito Juárez ligger 2 140 meter över havet och antalet invånare är 467.
Terrängen runt Benito Juárez är platt åt sydväst, men åt nordost är den kuperad. Runt Benito Juárez är det ganska glesbefolkat, med 50 invånare per kvadratkilometer. Närmaste större samhälle är Villa García, 13,5 km nordväst om Benito Juárez. Omgivningarna runt Benito Juárez är i huvudsak ett öppet busklandskap.